# Escut de Gironella
L'escut oficial de Gironella té el següent blasonament:
Escut caironat: d'or, un sautor ple de gules acompanyat de 3 pinyes de sinople ben ordenades. Per timbre una corona de marquès.

## Història
Va ser aprovat el 3 d'abril de 1986 i publicat al DOGC el 21 de maig del mateix any amb el número 688.
Gironella fou el centre d'una baronia al segle xiv, que el 1702 va esdevenir marquesat (representat per la corona al capdamunt de l'escut). Les pinyes de sinople sobre camper d'or són les armes parlants dels marquesos, els Pinós. El sautor de gules és la creu de Santa Eulàlia, patrona de la localitat.